# Kirsi Boström
Kirsi Helene Boström (geborene Tiira; * 20. Mai 1968 in Parikkala) ist eine ehemalige finnische Orientierungsläuferin. 
Kirsi Tiira startete bereits 1988 bei Läufen im Orientierungslauf-Weltcup. 1989 gewann sie mit der Staffel von Helsingin NMKY die Venla. Ein weiterer Erfolg bei diesem Wettbewerb folgte 1998 mit der Staffel von Angelniemen Ankkuri. Ihre erste Weltmeisterschaftsteilnahme war 1991 in der Tschechoslowakei, als sie in beiden Einzelwettkämpfen den 15. Rang belegte. 1993 gewann sie die Nordische Meisterschaft auf der Kurzdistanz sowie mit der finnischen Staffel und belegte bei den Weltmeisterschaften in den Vereinigten Staaten die Plätze acht und fünf in den Einzelläufen. Die finnische Staffel gewann mit Tiira zudem die Silbermedaille hinter Schweden. 1995 siegten die Finninen beim Staffellauf. Neben Tiira liefen in der Staffel noch Reeta-Mari Kolkkala, Eija Koskivaara und Annika Viilo. Bei den Weltmeisterschaften 1997 im norwegischen Grimstad verpasste sie auf der Langdistanz um vier Sekunden eine Medaille, erst 1999 in Schottland gelang ihr der Gewinn einer Weltmeisterschafts-Medaille im Einzel. Boström verwies auf der Langdistanz die Titelverteidigerin Hanne Staff aus Norwegen auf den zweiten Rang. Außerdem gewann sie Silber mit der Staffel. Die Heim-Weltmeisterschaften 2001 in Tampere waren die letzten internationalen Meisterschaften Boströms.
Sie ist mit dem finnischen Orientierungsläufer Mikael Boström verheiratet. Ihre jüngere Schwester Johanna Asklöf war ebenfalls eine international erfolgreiche Orientierungsläuferin. 

## Platzierungen
| Weltmeisterschaften  | Sprint | Mittel | Lang | Staffel |
| -------------------- | ------ | ------ | ---- | ------- |
| 1991 Marianske Lazne |        | 15.    | 15.  | 5.      |
| 1993 West Point      |        | 8.     | 5.   | 2.      |
| 1995 Detmold         |        | 19.    | 13.  | 1.      |
| 1997 Grimstad        |        | 9.     | 4.   | 4.      |
| 1999 Inverness       |        | 17.    | 1.   | 2.      |
| 2001 Tampere         |        |        | 18.  |         |

| Europameisterschaften | Sprint | Mittel | Lang | Staffel |
| --------------------- | ------ | ------ | ---- | ------- |
| 2000 Truskawez        |        |        | 7.   |         |

| Gesamt-Weltcup | Gesamt-Weltcup |
| -------------- | -------------- |
| 1988           | 59.            |
| 1992           | 19.            |
| 1994           | 20.            |
| 1996           | 14.            |
| 1998           | 20.            |
| 2000           | 9.             |

| FM   | Sprint | Mittel | Lang | Ultra | Nacht | Staffel |
| ---- | ------ | ------ | ---- | ----- | ----- | ------- |
| 1988 |        |        |      |       |       | 1.      |
| 1989 |        |        |      | 2.    |       | 1.      |
| 1990 |        |        |      |       |       | 2.      |
| 1991 |        |        | 2.   |       |       | 1.      |
| 1992 |        |        |      |       |       |         |
| 1993 |        |        |      |       |       |         |
| 1994 |        |        | 2.   |       |       |         |
| 1995 |        |        | 2.   |       | 1.    |         |
| 1996 |        | 3.     |      |       |       | 1.      |
| 1997 |        |        |      |       | 2.    | 1.      |
| 1998 |        |        |      |       |       | 2.      |
| 1999 |        | 2.     | 3.   |       |       | 2.      |
| 2000 |        |        |      | 1.    |       | 2.      |